# Канса (язык)
Канса (Kansa, Kanze, Kaw, Konze) — мёртвый сиуанский язык дегихской группы, на котором говорил народ канза (ко) в штате Оклахома. Языковая подгруппа дегиха делится на языки куапо, омаха, оседж, понка. Все канса перешли на английский язык, поэтому свободно говорящих на языке канса нет с начала 1980-х годов. Этническое население составляет 1700 человек (2007).